# جيمس دبليو. هيوستن
جيمس دبليو. هيوستن (بالإنجليزية: James W. Huston) (26 أكتوبر 1953، ويست لافاييت في الولايات المتحدة - 14 أبريل 2016، سان دييغو في الولايات المتحدة)؛ ضابط، محامي وروائي أمريكي.